# فرانشيسكو جاتيلوسيو الأول

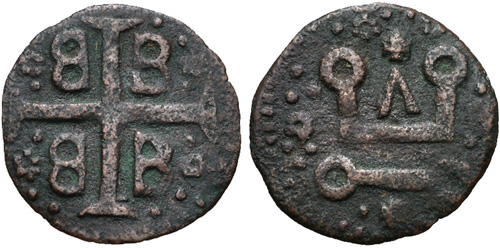
بيلون دينارو لفرانشيسكو الأول ، نقش عليه الصليب الرباعي الإمبراطور البيزنطي كعلامة على وضعه.

فرانشيسكو جاتيلوسيو الأول (بالإيطالية:Francesco I Gattilusio) (توفي في 6 أغسطس 1384) هو أول شخص من عائلة جاتيلوسيو يحكم جزيرة ليسبوس في بحر إيجه حين كانت خاضعة للحكم البيزنطي.

## روابط خارجية
- Marek، Miroslav. "Gattilusio family". Genealogy.EU. مؤرشف من الأصل في 2017-09-12.
- Cawley, Charles, . قاعدة بيانات أراضي العصور الوسطى، مؤسسة علم الأنساب في العصور الوسطى
- «أسلاف مثليه الأمير رينييه من موناكو، والدكتور أوتو فون هابسبورغ، بروك شيلدز وماركيز دي ساد» بقلم ويليام أدامز ريتويزنر، مقالة شاملة عن غاتيلوسيو وأحفادهم